# オニシバ
オニシバ Zoysia macrostachya Franch. et Savat. 1879. はイネ科の植物の1つ。シバに似ているがより大型で茎は立ち上がり、海岸の砂浜に生える。

## 特徴
多年生の草本。根茎は長く横に這うが地下にあり、地表に出る匍匐茎はない。根茎は細くて硬く、針金のようで、節からひげ根と地上に出る茎を出す。地表には根茎の節から直立して伸びて砂の上に立ち上がる茎だけが見える。立ち上がる茎は高さが15～40cmになり、よく分枝する。葉身は長さが3～8cm、幅が2～5mmで、乾燥すると縁が内側に巻き込んで管状になりやすい。また葉先は褐色の刺になっており、触ると痛みを感じるほどである。葉身の中央脈ははっきりしない。葉鞘の口の部分には長い毛が密生しており、葉舌も長い毛の列となっている。葉身は水平に開く。
花期は6～8月。花序を茎の先端に1個直立させる。花序は長さ3～4cm、幅5～7mmで、棒状に見えるがこれは柄のある小穂が隙間を作らないように重なったものである。またその基部は一番上の葉の葉鞘に包まれて伸び出ることはない。小穂には短い柄がある。小穂の本体は長さが6～8mm、幅2～4mm。小穂は1個の小花のみを含み、また第1包頴と内頴は退化消失しており、第2包頴と護頴のみからなる。第2包頴は小穂の長さに等しく、革質で光沢があり、幅は広くて丸っぽく内側に巻き込んでいる。その背面は丸くなっており、上部だけが竜骨状になっている。主脈以外にも細い脈がある。護頴は長さ4mmほどで膜質、1本の脈のみがある。またその上部のヘリは細かく裂けて房状になっている。雄しべは3個あり、葯は長さ2.2mmほど。子房は球形で、2本の花柱は長さが8mm、柱頭は白い。果実は長さ2mm程度。花穂の先端は鋭くて触ると痛みを覚えるほどである。
和名は鬼シバの意であり、草状が粗く強いことに依る。

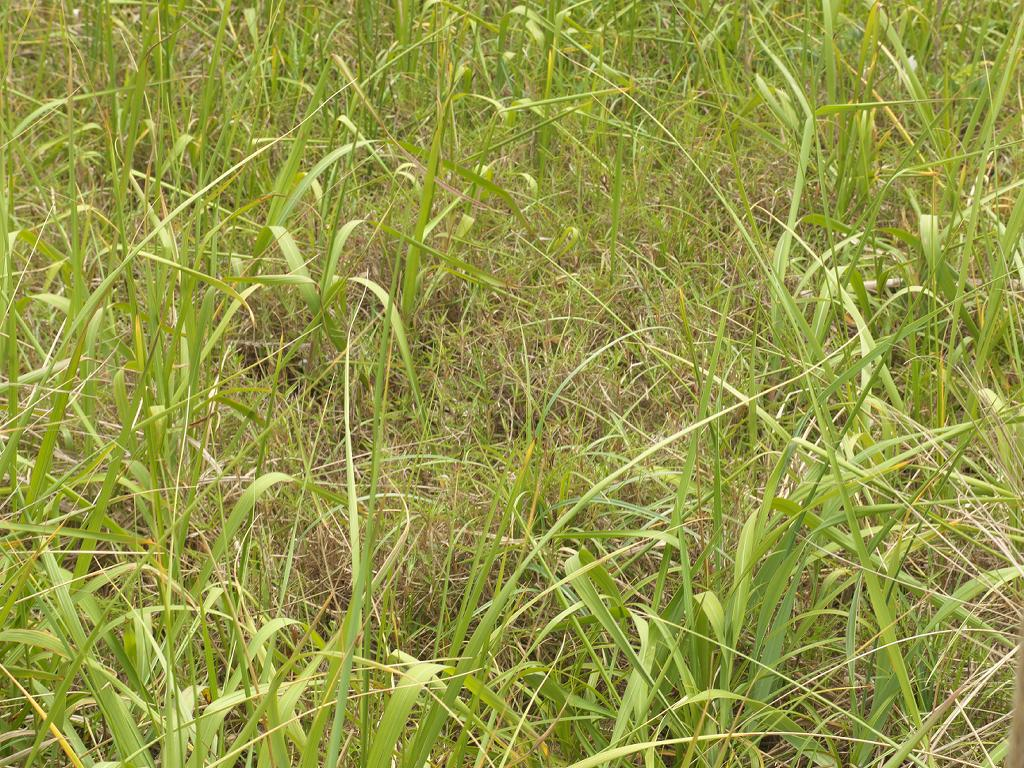
生育地の様子
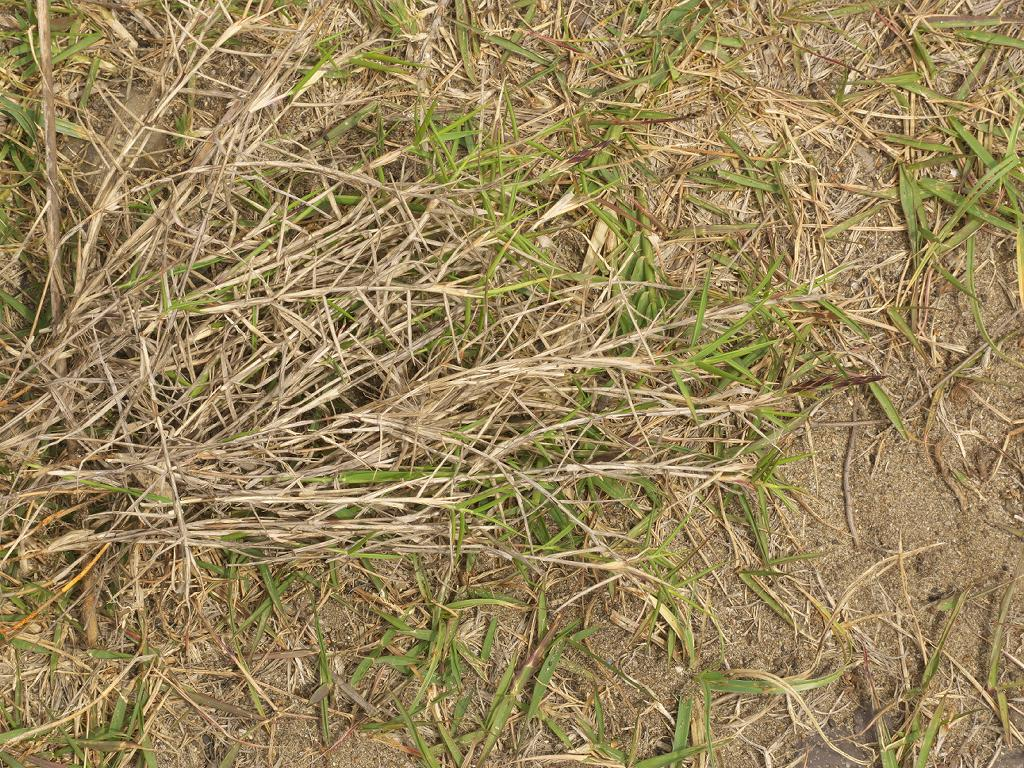
地上茎を抜き取って横にした様子
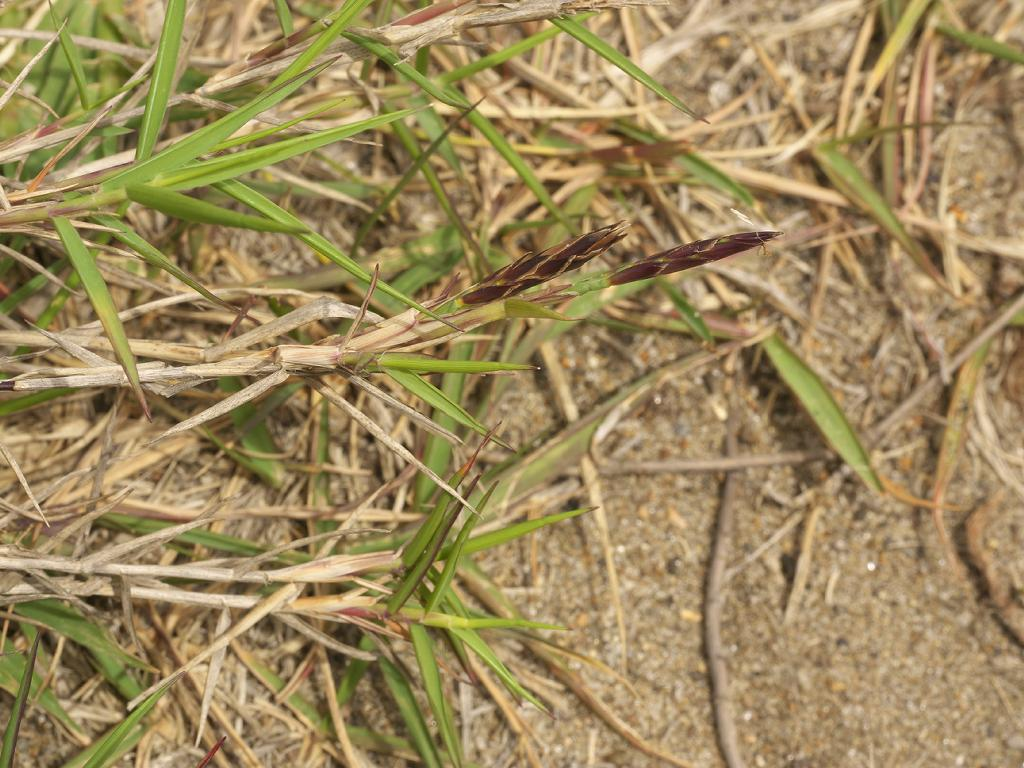
地上茎の先端部分

## 分布と生育環境
日本では北海道から琉球まで分布する。タイプ産地は神奈川県横須賀市である。なお大橋他編(2016)では国内の分布しか記述がないが長田(1993)には朝鮮南東部にも分布すると記されており、さらにLoch et al.(2017)では中国東部にも分布するとしている。
海岸の砂浜に生える。風当たりの強い砂丘に生育する。
散布体は数日間は海水に浮き続けることが出来るので、短期間であれば海流分散が可能と考えられる。

## 分類、類似種など
シバ属は東アジアの暖帯域からアフリカ、オーストラリアに数種があり、日本には5種ほどがある。そのうちでもっとも普通なのはシバ Z. japonica で、日本全国の日向の草地に見られ、芝生としても利用される。それに対して本種は地表を覆うような生育は見せず、むしろ地上の茎は分枝しながら立ち上がる。もちろん小穂の構造などは似ているが、外見的にはかなり異なるものである。本種に似ているのはコオニシバ Z. sinica var. sinica で、やはり海岸の砂地に生え、地上茎は立ち上がる。この種は本種より小柄で小穂の長さが4～5mm、幅が1.5mmに満たない。またこの種は種子島以南にしか見られない。この種の変種であるナガミオニシバ var. nipponica 、あるいはナガミノオニシバはかつては本種の変種とされたことがあり、形態的にも似た点が多いが、この種の方が葉は長くて柔らかく、また砂泥質の塩性湿地に出現し、根元に泥を抱えて丘状に盛り上がった集団を作るなど、生態的にも違いがある。コオニシバはこの種の母変種に当たるが、生態的にはこの変種の方がオニシバに近い。

## 保護の状況
環境省のレッドデータブックでは指定がなく、道府県別では和歌山県で絶滅危惧I類、神奈川県、三重県、京都府、香川県、高知県、沖縄県で絶滅危惧II類、北海道、千葉県、愛知県、滋賀県、兵庫県で準絶滅危惧の指定があり、他に鹿児島県では分布上重要な種の指定を受けており、また大阪府では絶滅したとされている。海岸の開発による生育地の減少やオフロード車の乗り入れによる生育地の攪乱などが問題視されている。

## 利用
シバ属と言えば芝生としての利用が重要であるが、本種の場合、牧草地や芝生に用いられた例はあるもののそれ以上園芸的に発展させた例はない。